# Ksenia (Czerniega)
Ksenia, imię świeckie Oksana Aleksandrowna Czerniega (ur. 1 maja 1971 w Moskwie) – rosyjska mniszka prawosławna, prawniczka i wykładowczyni akademicka, przełożona monasteru św. Aleksego w Moskwie.

## Życiorys
Ukończyła studia prawnicze na Moskiewskiej Państwowej Akademii Prawniczej w 1993. Następnie przez pięć lat studiowała tam w aspiranturze, uzyskując w 1998 stopień kandydata nauk prawnych. Równocześnie pracowała jako prawniczka w organizacji religijnej Juridiczeskaja służba, zaś w latach 1997–1998 wykładała w Instytucie Ochrony Przedsiębiorczości. W latach 1998–2003 pracowała w Moskiewskiej Państwowej Akademii Prawniczej jako starszy wykładowca, zaś w latach 2003–2013 była profesorem katedry prawa cywilnego na Akademii Pracy i Stosunków Społecznych. Od 2010 jest również profesorem na katedrze nauk cywilnoprawnych w Moskiewskiej Akademii Ekonomii i Prawa oraz profesorem Rosyjskiego Uniwersytetu Prawosławnego.
Dla Rosyjskiego Kościoła Prawosławnego pracuje od 2004. Przez sześć lat była członkinią zespołu prawników Kościoła, zaś od 2010 kieruje jego Służbą Prawniczą.
26 sierpnia 2009 złożyła śluby mnisze w riasofor, przyjmując imię zakonne Ksenia na cześć św. księżnej Ksenii Twerskiej. Żyła we wspólnocie mniszej przy cerkwi Wszystkich Świętych w Moskwie, kontynuującej tradycję monasteru św. Aleksego. W 2013 Święty Synod Rosyjskiego Kościoła Prawosławnego zdecydował o ponownym otwarciu tegoż monasteru, nadaniu mu statusu stauropigii i wyznaczył siostrę Ksenię na jego pierwszą przełożoną, z godnością ihumeni. Postrzyżyn mniszych siostry Ksenii, po których jest możliwe uzyskanie tego tytułu, dokonał 23 grudnia 2013 patriarcha moskiewski i całej Rusi Cyryl w domowej cerkwi rezydencji patriarszej na terenie Monasteru Daniłowskiego w Moskwie. Mniszka Ksenia zachowała dotychczasowe imię, lecz przyjęła jako nową patronkę Ksenię z Petersburga. W 2014 została podniesiona do godności ihumeni.